# Чешниця-при-Кропі
Чешниця-при-Кропі (словен. Češnjica pri Kropi) — поселення в общині Радовліца, Горенський регіон, Словенія. Висота над рівнем моря: 486,7 м.